# Gorjakovo
Gorjakovo es una localidad de Croacia en el municipio de Pregrada, condado de Krapina-Zagorje.

## Geografía
Se encuentra a una altitud de 173 m s. n. m. a 61 km de la capital nacional, Zagreb.

## Demografía
En el censo 2021, el total de población de la localidad fue de 296 habitantes.